# Wasser Zeitung
Die Wasser Zeitung ist ein Informationsblatt von Wasser- und Abwasserverbänden in Deutschland für ihre Kunden. Sie unterrichtet über das Geschehen in den Unternehmen, über gesetzliche Regelungen und amtliche Bekanntmachungen, informiert Leser mit Service- und Ratgeberteil und ist Instrument der Verbandsdemokratie. Die achtseitige anzeigenfreie Zeitung erscheint vierteljährlich im halbrheinischen Format und wird kostenlos in alle Haushalte in den Ver- und Entsorgungsgebieten der herausgebenden Unternehmen verteilt.
Seit November 2020 gibt es zu jeder Ausgabe auch eine Podcast-Sendung.

## Herausgeber
Herausgeber der Wasser Zeitung sind vornehmlich kommunale Wasserver- und Abwasserentsorgungsverbände, die das Blatt gemeinsam landesweise editieren.
Die Berliner Agentur SPREE-PR hat die redaktionelle Betreuung übernommen.

## Auflagen
- Schleswig-Holstein: 85.200 Exemplare
- Mecklenburg-Vorpommern: 166.350 Exemplare
- Niedersachsen: 58.100 Exemplare
- Brandenburg: 710.350 Exemplare
- Sachsen-Anhalt: 233.150 Exemplare
- Sachsen: 55.850 Exemplare
- Thüringen: 216.250 Exemplare